# 188847 Rhipeus
188847 Rhipeus è un asteroide troiano di Giove del campo troiano. Scoperto nel 2006, presenta un'orbita caratterizzata da un semiasse maggiore pari a 5,1805869 UA e da un'eccentricità di 0,0631984, inclinata di 7,10159° rispetto all'eclittica.
Dal 19 agosto al 13 novembre 2008, quando 189202 Calar Alto ricevette la denominazione ufficiale, è stato l'asteroide denominato con il più alto numero ordinale. Prima della sua denominazione, il primato era di 184878 Gotlib.
L'asteroide è dedicato a Rifeo, personaggio dell'Eneide in seguito ripreso da Dante nel Paradiso.